# 珠蛋白
珠蛋白属球状蛋白质的一员，为含有血红素（heme）的球状蛋白超家族，涉及结合和/或运输氧气。珠蛋白都包含“珠蛋白折叠”（globin fold），此折叠为一串8个α螺旋的链段。
珠蛋白有两个重要的成员：肌红蛋白和血红蛋白，这两种蛋白质都藉由血红素辅基可逆地与氧结合，且此两者广泛分布于许多生物体内。

## 成员
- 肌红蛋白
- 血红蛋白
- 神经珠蛋白
- 细胞珠蛋白